# Lophopetalum glabrum
Lophopetalum glabrum är en benvedsväxtart som beskrevs av Ding Hou. Lophopetalum glabrum ingår i släktet Lophopetalum och familjen Celastraceae. Inga underarter finns listade.